# گورخر کوهی هارتمن
گورخر کوهی هارتمن (نام علمی: Equus zebra hartmannae) نام یک زیرگونه از گونه گورخر کوهی است.